# Runavík
Runavík er en færøsk bygd på det sydlige Eysturoy. Runavík er én af mange bygder, der efterhånden danner en 10 km lang bebyggelse på østsiden af Skálafjørdur.
Runavík blev grundlagt i 1916, da Hans Tausen byggede det første hus, men fik først navnet Runavík i 1938.
Runavíkar kommuna med 3.571 indbyggere og et areal på 29 km², omfatter foruden Runavík bygderne Æðuvík, Rituvík, Saltangará, Glyvrar, Lamba, Lambareiði, Søldarfjørður, Skipanes, Skáli, Skálafjørður, Oyndarfjørður, Funningsfjørður og Elduvík.
I Runavík finder man Eysturoy pleje- og ældrehjem (Eysturoyar røktar- og ellisheim), som drives i samarbejde mellem alle kommunerne på Eysturoy. Skolen, Runavíkar skúli, blev bygget til 190 elever i 1976, og har otte almindelige klasseværelser samt andre rum til specielle formål, men ikke bibliotek.

## Erhvervsliv
Runavík har en vigtig fiskerihavn med tilhørende fiskemodtagelse for lakseksport. I Runavík området er ca. 130 personer tilknyttet de skibe og både, der sejler ud fra Runavik Havn. Det første større havneanlæg, en 70 m lang mole, blev bygget 1946. Runavík har i dag en større fiskerihavn med bl.a. laksefiletvirksomheder og en del mindre maskinfabrikker og byggefirmaer med i alt ca 300 ansatte.
Der findes også mange servicevirksomheder og forretninger.

### Sport
Runavík har aktive idrætsklubber, f.eks fodboldklubben NSÍ Runavík, som har hjemmebane ved Løkin i Runavík, håndboldklubben Tjaldur og gymnastikklubben Støkk, som blev etableret i 1966. Runavíkar kommuna byggede en ny gymnastikhal, som åbnede i 2014. Støkk har derved fået meget bedre vilkår end tidligere. Derudover er roklubben, Róðrarfelagið NSÍ, som har både i flere størrelser og deltager ved stævnerne med færøsk kaproning rundt omkring på Færøerne hver sommer. Hvert andet år arrangeres en idrætsstævne eller sommerfestival i Runavík, hvor kaproning er en del af stævnet, som kaldes Eystanstevna.

### Turisme
Der er foruden turistinformationen, to hoteller, fire restauranter og en campingplads som er åben hele året.
Ved området Við Løkin i nærheden af Hotel Runavík ligger der en af de typiske færøske kornmøller. I havnen ligger den historiske slup «Høganæs». På «Høganæs» afvikles der forskellige aftenarrangementer med folkemusik. Byfesten Eystanstevna arrangeres hvert år skiftevis i Runavík og Strendur, i midten af juni.

## Venskabsbyer
- Island Egilsstaðir, Island
- Danmark Hjørring, Danmark
- Island Ísafjörður, Island
- Grønland Uummannaq, Grønland

## Galleri
- Runavík
- Runavík havn
- Runavík havn
- Left Runavík